# 白治民
白治民（1918年8月4日—2007年1月26日），曾用名白炳智、小尚，陕西清涧高杰村镇袁家村人。1930年2月加入中国共产主义青年团；1935年11月转为中国共产党党员；是中共第十二届中央纪律检查委员会委员。曾任第七届全国政协常委，中共中央组织部副部长，中共福建省委副书记等职。
2007年1月26日在北京病逝，享年88岁。

## 生平
白治民少年时期就加入中国共产主义青年团，并在地方团组织中担任领导职务。17岁时，加入中国共产党；是第一次国共内战时期，共青团组织在陕北地区的主要负责人之一；历任共青团陕甘边省委副书记，代理书记、组织部部长，共青团陕甘宁省委书记。抗日战争爆发后，白治民一直在陕甘宁特区和中共中央西北局工作；并在1945年作为陕甘宁边区代表团成员出席中共七大；1945年10月，出任中共绥德地委书记；1949年4月，调任三原地委书记。
中华人民共和国建国后，白治民出任中共陕西省委常委、省委秘书长；1954年，晋升省委副书记；1960年，出任中共中央西北局书记处候补书记、兼组织部部长。文化大革命开始后，白治民受到冲击迫害。1977年恢复工作后，担任原西安公路学院党小组组长。此后，历任陕西省委常委、省革委会副主任；1977年10月至1979年7月任中共福建省委常务委员、组织部部长。1978年1月至1979年7月任福建省委常委、革委会副主任，福建省委副书记；1979年7月至1983年7月，出任中共中央组织部副部长；1982年，在中共十二大上，当选中纪委委员；1983年7月至1987年任 中央组织部顾问，1988年，当选第七届全国政协常务委员会委员。

## 家庭
妻子：白青山，退休后享受副部级待遇
侄子：白恩培，曾任青海省委书记和云南省委书记，其父白炳信，是白治民的三弟
父亲：白玉才，与曾任山东省委第一书记白如冰和江西省委第一书记白栋材是堂兄弟